# Kurz cenných papírů
Kurz je hodnota cenného papíru. Je stanoven na základě nabídky a poptávky. Nabídka se podává obvykle na burze předem neurčenému okruhu osob.
Tvorba ceny / kurzu je aukční proces, který může být postaven na různých principech:
1. Dříve BCPP používala jednokolový nebo později i dvoukolový systém sbírání pokynů, ty se vyhodonocovaly hromadně: 135(7) nebo 246(8) převis poptávky nebo nabídky.
2. Dnes, v době online obchodování a všeobecné propojenosti IS, se používá kontinuální obchodování, např. na principu, kdy tvůrci trhu povinně neustále kótují ve frontách kumulovaných počtů nabídek a poptávek, při dodržení maximálního povoleného rozpětí (spread). Průběžná kotace tedy přináší výhodu plynulejší změny kurzu (o předepsaný krok, pip): I když se žádný obchod reálně neuskutečňuje, aktuální kurz je i tak schopen odrážet změny v poptávce a nabídce. Nevýhodou toho způsobu tvorby ceny je, že se obchody neuskutečňují za „aktuální kurz“, který je jen ideálním středem rozpětí, ale vždy, podle pokynu, za cenu na hranici momentálního rozpětí.